# Председнички избори у САД 1864.
Председнички избори у Сједињеним Државама 1864. били су 20. четворогодишњи председнички избори. Одржан је у уторак, 8. новембра 1864. Пред крај Америчког грађанског рата, актуелни председник Абрахам Линколн из Партије националне уније лако је победио демократског кандидата, бившег генерала Џорџа Б. Меклелана, великом разликом од 212–21. у електорском колегијуму, са 55% гласова бирача. За изборе, Републиканска партија и неке демократе су основале Партију националне уније, посебно да би привукле ратне демократе.
Упркос извесном унутарпартијском противљењу Салмона Чејса и радикалних републиканаца, Линколн је добио номинацију своје странке на Националној конвенцији Националне уније 1864. године. Уместо да поново номинује потпредседника Ханибала Хамлина, конвенција је изабрала Ендруа Џонсона из Тенесија, ратног демократу, за Линколновог потпредседника. Џон Ц. Фремонт је почео да се кандидује као кандидат нове Странке радикалне демократије, која је критиковала Линколна да је превише умерен по питању расне једнакости, али се Фремонт повукао из трке у септембру и та нова странка се распустила. Демократе су биле подељене између Коперхедса, који су се залагали за тренутни мир са Конфедерацијом, и ратних демократа, који су подржавали рат. Демократска национална конвенција из 1864. номиновала је Меклелана, ратног демократу, али је усвојила платформу која заговара мир са Конфедерацијом, што је Меклелан одбио. Чинило се да је Конфедерација имала потенцијал за опстанак у лето 1864, али је до дана избора у новембру видно пропала.
Упркос својим раним страховима од пораза, Линколн је освојио јаку већину на народним и изборним изборима, делом као резултат недавне победе Уније у бици код Атланте. Пошто је грађански рат још увек беснео, нису пребројани гласови бирача ни у једној од једанаест јужних држава које су се придружиле Конфедеративним Државама Америке. Линколнов поновни избор је осигурао да ће он председавати успешним окончањем грађанског рата. Линколнова победа учинила га је првим председником који је поново победио на изборима од Ендруа Џексона 1832. године, као и првим председником Северне Америке који је икада поново победио на изборима. Линколн је убијен мање од два месеца након другог мандата, а наследио га је његов потпредседник Ендру Џонсон, који се залагао за брзо враћање отцепљених држава у Унију без заштите бивших робова. Ово је довело до сукоба са Конгресом којим су доминирали републиканци, што је кулминирало његовим опозивом од стране Представничког дома 1868. У Сенату је ослобођен оптужби једним гласом.